# Vladimir Rodić
Vladimir Rodić (serbisch-kyrillisch Владимир Родић, * 7. September 1993 in Belgrad, Bundesrepublik Jugoslawien) ist ein montenegrinischer Fußballspieler.

## Karriere

### Verein
Rodić startete seine Vereinsfußballkarriere bei FK Grafičar Belgrad und wechselte 2010 in den Nachwuchs von FK Rad Belgrad. Hier wurde er 2012 in den Profikader aufgenommen. Er spielte hier bis ins Jahr 2015 und wurde dabei zwischenzeitlich an die Vereine FK Palić, FK BASK und FK Srem Jakovo ausgeliehen. Abschließend spielte er für den schwedischen Verein Malmö FF.
Zur Spielzeit 2016/17 wechselte er in die türkische Süper Lig zu Kardemir Karabükspor und wurde von diesem nach einer halben Saison an FK Rad Belgrad ausgeliehen.

### Nationalmannschaft
Rodić gab sein Debüt für die montenegrinische Nationalmannschaft am 9. Oktober 2015 bei einem Testspiel gegen die polnische Nationalmannschaft.